# لانتانا تالين
لانتانا تالين هو نادي كرة قدم في إستونيا تأسس في 1994. تم اغلاقه عام 1999.